# Makkum (Drenthe)
Makkum is een buurtschap in de gemeente Midden-Drenthe, in de Nederlandse provincie Drenthe. De buurtschap valt formeel onder Beilen.
Makkum ligt direct tussen de grotere buurtschappen Lieving en Holthe in, ten oosten van de spoorlijn Meppel-Groningen.
Makkum werd in 1362 zowel vermeld als Makinge als Machkijnge. In 1840 werd de buurtschap vermeld als Makken. Er woonden in 1840 69 inwoners verdeeld over 8 huizen. In de 19e eeuw is de buurtschap uitgebreid met een aantal woningen aan de Wijstersestraat. In het eerste deel van de 20e eeuw groeide het qua huizen verder. In 1946 waren er 27 huizen in de buurtschap tegenover 18 in 1910. Samen met het grotere Lieving had de buurtschap in 2004 200 inwoners verdeeld over 75 woningen, in 2008 190 inwoners verdeeld over 80 woningen en in 2017 230 inwoners verdeeld over 79 woningen. Nog niet de helft van de inwoners woont in Makkum daarvan.
In een brief van de abt van het klooster Dikninge aan de bisschop van Utrecht staat te lezen dat de priester van Westerbork inkomsten ontving uit 'Makinge te Holthe'. "Dit zou er", volgens de Historische Vereniging Gemeente Beilen, "op kunnen wijzen dat er aanvankelijk een boerderij Makkum is geweest, die onder de buurschap Holthe viel."
Het meest opvallende bouwwerk in de buurtschap is de Molen van Makkum, een korenmolen uit 1906. Dit is een voormalige poldermolen uit De Groeve bij Zuidlaren.
Hoofdplaats: Beilen

Overige kernen: Alting · Balinge · Beilervaart · Bovensmilde · Brunsting · Bruntinge · De Polle · Drijber · Elp · Eursing · Eursinge · Garminge · Hijken · Hijkersmilde · Holthe · Hoogersmilde · Hooghalen · Klatering · Laaghalen · Laaghalerveen · Lieving · Lievingerveld · Makkum · Mantinge · Nieuw-Balinge · Norgervaart (deels) · Oosthalen · Oranje · Orvelte · Smalbroek · Rheeveld · Smilde · Spier · Terhorst · Westerbork · Wijster · Witteveen · Zuidveld · Zwiggelte

Drenthe: Steden en dorpen      Nederland: Provincies · Gemeenten